# Kortesaaret (ö i Mellersta Finland)
Kortesaaret är en ö i Finland. Den ligger i sjön Konnevesi och i kommunen Konnevesi i den ekonomiska regionen  Äänekoski ekonomiska region  och landskapet Mellersta Finland, i den centrala delen av landet, 290 km norr om huvudstaden Helsingfors. Öns area är 1,8 hektar och dess största längd är 280 meter i nord-sydlig riktning.  Notera att namnet antyder att det är fråga om flera öar.